# Zoo Dortmund
Koordinaten: 51° 28′ 28″ N, 7° 28′ 15″ O
Der Zoo Dortmund ist ein zoologischer Garten in Dortmund. 
Er wurde am  24. Mai 1953 von der damaligen Zoo-Gesellschaft Dortmund e. V. über dem Grubenfeld der ehemaligen Zeche Glückaufsegen südlich des Rombergparks im Stadtteil Brünninghausen als Tierpark Dortmund eröffnet.

## Übersicht
Auf einer Gesamtfläche von 28 Hektar finden sich heute ca. 1700 Tiere in knapp 200 Arten. Der Zoo Dortmund konzentriert sich auf die Haltung und Zucht südamerikanischer Tierarten und bezeichnet sich selbst als führend in der Zucht des Großen Ameisenbären, des Tamanduas und des südamerikanischen Riesenotters. Zu den Attraktionen zählen das Regenwaldhaus Rumah hutan, das Amazonashaus, das Tamanduahaus, das Giraffenhaus, das Otterhaus und das im Jahr 2006 eröffnete Nashornhaus.
Im Rahmen der Welt-Zoo-Naturschutzstrategie gibt es folgende Arbeitsschwerpunkte:
- Haltung und Zucht seltener Tierarten
- Schaffung eines naturkundlichen und artenschützenden Bewusstseins in der Bevölkerung
- Erholungs- und Bildungsangebot für Besucher
- Auswilderungsprogramme

## Geschichte des Zoos
Erste Gründungsbestrebungen gehen auf den 1932 unter Vorsitz des Zahnarztes Heinrich Seeger gegründeten Zooverein Dortmund zurück, der vom Zirkus Sarrasani nach einem Gastspiel in der damaligen Westfalenhalle zwei Löwen geschenkt bekam, aber keine Finanzierung des Projektes sicherstellen konnte. Die Aufstellung eines haltbaren Finanzierungsplanes gelang erst der 1950 unter Vorsitz von Ferdinand Marx gegründeten Zoo-Gesellschaft, die von der Stadt Dortmund ein Grundstück zu einem möglichst niedrigen Pachtzins erbat.
Konrad Glocker (1900–1977), Gartenbauarchitekt und nach einer Lehre in den königlich-bayerischen Hofgärten in Nymphenburg und Studium Assistent von Baurat Hans Strobel bei den Arbeiten am Hauptfriedhof Dortmund, übernahm 1948 die Leitung des Dortmunder Garten- und Friedhofsamtes und damit den Wiederaufbau der Grünflächen der Stadt nach den Bombenschäden des Zweiten Weltkrieges. Ab 1952 organisierte er Blumenschauen in den Westfalenhallen und 1959 die erste Bundesgartenschau in Dortmund, wofür der Westfalenpark umgestaltet und u. a. der Fernmeldeturm „Florian“ errichtet wurde. Gleichzeitig begann er mit den Planungen eines zoologischen Gartens auf dem ehemaligen Zechengelände am Hang des Schweinebergs (111,9 m ü. NN), angrenzend an den Rombergpark, in dem die Adelsfamilie von Romberg bereits einen Wildpark unterhalten hatte. Der Aufbau wurde Ende 1951 in Angriff genommen. Die Bezeichnung „Tierpark“ sollte einem einheitlichen städtischen Grünflächenkonzept Rechnung tragen.
Am 24. Mai 1953 konnte der Tierpark seiner Bestimmung übergeben werden. Auf elf Hektar Fläche wurden 90 Tiere gezeigt, meist europäische Arten, aber auch Exoten wie Lamas oder Kakadus. Bereits im Juli begrüßte der Tierpark den einhunderttausendsten Gast und nach zwei Jahren den millionsten Besucher. Der Tierpark wurde in städtische Trägerschaft übernommen. Der Verein, nun in Freunde des Tierparks und heute Zoofreunde Dortmund umbenannt, blieb stets bedeutend für den flächenmäßig größten zoologischen Garten in Nordrhein-Westfalen.
Seit den 1980er Jahren rückte der Artenschutzgedanke mehr in den Blickpunkt. Die Tiere bekamen im Laufe der Zeit größere und artgerechtere Gehege, Gruppen wurden verkleinert und es entstanden „Wohngemeinschaften“ verschiedener Tierarten. Für intelligente Tiere wie Affen oder Seelöwen wurden Animationsprogramme entworfen. Damit wurde auch den Interessen der Besucher Rechnung getragen. Anstelle betonbewehrter Kleingehege präsentiert der Zoo heute seine Tiere überwiegend in weitläufigen Freigehegen oder in lebensraumtypischen Häusern. Zur Jahrtausendwende benannte sich der Tierpark in das international besser verständliche Zoo Dortmund um.
Im Jahr 2000 belegte der Zoo Dortmund im Stern-Zootest von 39 getesteten Zoos den 5. Platz. Im Zootest aus dem Jahre 2008 erreichte der Dortmunder Zoo, zusammen mit dem Zoo Duisburg, den 13. Platz von 50 deutschen Zoos mit einem Notendurchschnitt von 2,06. Es wurde nach Schulnoten bewertet. Im Vergleich mit den übrigen acht Zoos in Nordrhein-Westfalen wurden die Zoos in Dortmund und Duisburg auf Rang 5 eingestuft.
Im Jahr 2002 entstand die Dokumentationsreihe Ein Doc für alle Felle im Zoo Dortmund; sie  wurde durch ihren Erfolg zum Vorreiter von TV-Zooserien wie Elefant, Tiger & Co., Panda, Gorilla & Co. etc.
Während 2005 insgesamt 265 verschiedenen Arten gezeigt wurden, hat sich die Zahl inzwischen verringert, um artgerechtere Haltungsbedingungen sicherstellen zu können. Ende 2011 ist ein vergrößertes Gehege für die vom Aussterben bedrohten Amurleoparden eröffnet worden.
Im Jahr 2016 wurde ein umfangreiches Zukunftskonzept verabschiedet. Mehr als 30 Millionen Euro will der Zoo für die Erneuerung und den Neubau von Anlagen investieren. Ein Großteil fließt in den Bau einer neuen Robbenanlage.

## Verwaltung
- Zoodirektor: Frank Brandstätter
- Stellvertretende Direktorin und Kuratorin: Ilona Schappert
- Veterinärin: Christine Osmann

### Die Dortmunder Zoodirektoren
- 1953–1959: Gartenbaudirektor Konrad Glocker
- 1959–1974: Walter Simanowski
- 1974–2000: Wolf Bartmann
- 2000–2001: Ilona Schappert (kommissarische Leitung)
- seit 2001: Frank Brandstätter

## Artenschutz und Zuchterfolge
Der Zoo Dortmund züchtet erfolgreich Tierarten, die von der IUCN als gefährdet eingestuft werden, wie beispielsweise Große Ameisenbären und Riesenotter. Für diese beiden Arten gibt es ein Europäisches Erhaltungszuchtprogramm (EEP). Das Zuchtbuch für den Großen Ameisenbären führt der Zoo Dortmund, bis zum Jahr 2015 auch das für den Riesenotter, das seither der Zoo Schwerin koordiniert. Das internationale Zuchtbuch (ISB) für den Riesenotter verblieb beim Zoo Dortmund.
Weitere international anerkannte Zuchterfolge gibt es bei den Angola-Giraffen, Tapiren, Jahrvögeln und vielen anderen südamerikanischen Arten. Allerdings sollen nach mehreren Todesfällen bei den Giraffen und aus Inzuchtgründen die restlichen fünf Angola-Giraffen an andere Zoos abgegeben und durch eine andere Giraffenart ersetzt werden.
- Der Zoo Dortmund züchtet als einziger europäischer Zoo neben dem Tierpark Hagenbeck in Hamburg und dem Zoo Leipzig erfolgreich die stark bedrohten südamerikanischen Riesenotter und beherbergt das älteste lebende Exemplar dieser Art in einem Zoo.
- Der Zoo Dortmund hat in den letzten Jahren als einziger Zoo in Europa erfolgreich Oncillas nachgezogen.
- Am 9. Oktober 2014 wurde das 63. Ameisenbärenbaby im Zoo geboren. Damit ist der Zoo Dortmund weltweit führend in der Nachzucht dieser bedrohten Tierart.
- Im Juni 2013 wurde das 32. Tamanduababy im Zoo Dortmund geboren. Damit ist der Zoo Dortmund auch bei diesen Nebengelenktieren weltweit führend.
- Am 21. April 2014 wurde Breitmaulnashornbaby Abebi geboren.
- Im Februar 2015 wurden zwei Jaguarbabys geboren. Der Zoo Dortmund beteiligt sich am europäischen Zuchtbuch (ESB) für Jaguare, das vom Zoo in Chester – Großbritanniens größtem Zoo – geführt wird.[10]

## Zwischenfälle
Am 21. Mai 2015 tötete der dreijährige Löwenkater Lolek seine Mutter Moreni. Nach Morenis monatelanger Isolation auf der Krankenstation sollten die beiden Tiere wieder zusammengeführt werden. Lolek griff seine Mutter jedoch sofort an, als sie das Gehege betrat, akzeptierte auch ihre Unterwerfungshaltung nicht und tötete sie mit einem Kehlbiss. Die anwesenden Tierpfleger konnten die beiden Tiere nicht trennen. Lolek war von Mai 2015 bis Januar 2018 der einzige Löwe im Zoo Dortmund,
dann wurde er wegen der Sanierung des Raubtiergeheges an den Zoo Belo Horizonte in Brasilien verkauft.
In der Nacht auf den 10. August 2015 brachen Unbekannte in das Amazonashaus ein und stahlen drei Zwergseidenaffen. Außerdem nahmen die Täter zwei Zwergagutis mit. Zwei der gestohlenen Tiere sind das Zuchtpaar der kleinen Affenart. Mit ihrem Verlust ist die Zucht in Dortmund beendet. Die Tatsache, dass die Elterntiere gezielt mitgenommen wurden, deutet auf eine sorgfältig geplante Tat hin.
Die 21-jährige Seelöwin Holly wurde am 5. November 2015 tot aufgefunden. Die Zoo-Tierärztin obduzierte das Tier am 9. November. Bei dieser Untersuchung stellte sie eine Gewalteinwirkung auf den Schädel fest. Zudem fehlten Holly drei Zähne. Die Tierärztin stellte abschließend fest, dass ein stressbedingter Tod durch mögliche Misshandlungen nicht auszuschließen ist.
Am 1. Dezember 2015 wurde ein Humboldtpinguin außerhalb seines Geheges am 200 Meter entfernten Flamingoteich mit Verletzungen tot aufgefunden. Zwei weitere Pinguine werden vermisst.

## Parkteile
Der Dortmunder Zoo ist zum Teil geographisch geordnet. So gibt es die inoffiziellen Parkteile Afrika, Asien, Australien und Südamerika. Hinzu kommen viele Gehege, die nicht geographisch geordnet sind, wie im Anfangsbereich zwischen Eingang und den Seelöwen.
- Afrika: u. a. Breitmaulnashörner, Löwen,[17] Zebras, Angola-Giraffen, Erdmännchen, Fuchsmangusten, Löffelhunde, Elenantilopen sowie weitere Antilopen.
- Südamerika: u. a. Große Ameisenbären, Tamanduas, diverse Gürteltiere, Zweizehenfaultiere, Flachlandtapire, Wasserschweine, Mähnenwölfe, Maras, Nandus, Guanakos. Zudem gibt es ein Amazonashaus, welches gegenüber dem Bauernhof liegt, hier werden Fische, Reptilien, freifliegende Vögel und einige Säugetiere wie z. B. Zwergseidenäffchen und Zwergagutis aus Südamerika gezeigt.
- Asien und Australien bestehen aus verschiedenen Gehegen, in denen sich z. B. Hirschziegen-, Nilgauantilopen oder Gaur befinden. Jedoch liegt das „Zentrum“ Südost-Asiens im Bereich des Anfangs des Zoos. Dort befindet sich das Regenwaldhaus Rumah hutan. Rote Riesenkängurus, Gelbfuß-Felskängurus, Keas und Wellensittiche repräsentieren Australien und Neuseeland.
- Weitere Arten, die teilweise auch aus Südamerika und Asien stammen, jedoch liegen ihre Anlagen im gemischten Zooteil: Kalifornische Seelöwen, südamerikanische Seebären, Nutrias, Brillenbären, Trampeltiere, Andenkondore, Steinadler, Königsgeier, Fleckenmusangs, Sumatra-Orang-Utans und Schabrackentapire.
- Streichelzoo: Hier können Besucher mit Zwergziegen, Skudden und Hühnern Körperkontakt aufnehmen. Zudem können sie den Duft der Dahomey-Zwergrinder und den Ruf der Zwergesel wahrnehmen. Eine Gruppe Meerschweinchen und Kaninchen ergänzt die Anlage ebenso wie die Dänischen Protestschweine.
- Auf einem großen Areal mitten im Zoo befindet sich der Spielplatz.

## Besonderheiten
- Es gibt im Dortmunder Zoo einige in Europa einmalige Zusammenstellungen von Tiergehegen: Im Regenwaldhaus Rumah hutan leben Sumatra-Orang-Utans und Schabrackentapire zusammen. Im Tamanduahaus sind Große Ameisenbären, Tamanduas, Zweizehenfaultiere, Braunhaar- oder Borstengürteltiere, Sechsbindengürteltiere und Wickelbären untergebracht.
- Der Zoo Dortmund hält und züchtet einige Kleinkatzenarten, die nur sehr selten gezeigt werden, wie z. B. Jaguarundi, Oncilla, oder Serval.
- Es gibt eine begehbare Schleiereulen- und Steinkauz-Voliere.
- Mit sogenannten „Tierpfleger-Sprechstunden“ werden Zoo-Besuchern besondere Einblicke in den Arbeitsalltag gegeben. Über den Tag verteilt berichten Pfleger an verschiedenen Treffpunkten über die Lebensweisen der Tiere.
- Im Dortmunder Zoo lebte auch der einzige in einem Zoo lebende Albino-Seebär Rubio. Er starb am 13. April 2013, möglicherweise durch den Verzehr zweier Erdkröten vergiftet.
- Derzeit kann in sieben verschiedenen Tierhäusern im Zoo geheiratet werden.
- Am 19. Mai 2018 wurde im Zoo Dortmund der Plumploris e. V. gegründet. Er will die Gefährdung der Plumploris und deren Ursachen in den Fokus der Öffentlichkeit rücken und zusammen mit dem Indonesian Species Conservation Program (ISCP) eine Plumplori-Rehabilitationsstation in Nordsumatra aufbauen. Hier sollen dann aus illegaler Haltung beschlagnahmte Plumploris auf ein erneutes Leben in der Wildnis vorbereitet werden.

## Der Zoo als Bildungsstätte
- Der Zoo Dortmund bietet speziell für Schulklassen (auch in Zusammenarbeit mit dem schulbiologischen Zentrum der Stadt Dortmund) Themenführungen an.
- Führungen zu gewünschten Themen jeglicher Art und Kindergeburtstags-Führungen können ganzjährig gebucht werden.
- Jeweils in den Oster-, Sommer- und Herbstferien werden für Kinder zwischen sechs und zwölf Jahren pädagogisch gestaltete Kinderferienprogramme angeboten.
- Es gibt einen Zooführer für Blinde und Sehbehinderte.
- Im September 2014 erschien zum ersten Mal ein Kinder-Zooführer. 45 Kinder zwischen neun und zwölf Jahren haben den Kinder-Zooführer während des Sommerferienprogramms 2013 unter der Betreuung der Zoolotsen Marcel und Marlon Stawinoga erarbeitet. Die Auflage beträgt 1000 Exemplare.[18]

## Gastronomie
Es gibt das Peacock (Restaurant mit Bedienung), den Waldkiosk, viele mobile Eis- und Getränkestände und einen Kiosk am Eingang.

## Anbindung und Erreichbarkeit
Besuchern, die den Zoo mit dem ÖPNV erreichen möchten, stehen verschiedene Anreisemöglichkeiten zur Verfügung: Per Stadtbahn über die Haltestelle Hacheney, per Regionalbahn über den Bahnhof Dortmund Tierpark sowie per Bus über die Haltestellen Zoo, Mergelteichstr./Zoo und Hacheney. Mit dem Auto oder Fahrrad ist der Haupteingang des Zoos über die Mergelteichstraße erreichbar. An der Straße befindet sich auch ein Parkplatz für Zoobesucher.

## Tierbestand
Die nachfolgende Statistik bezieht sich auf das Referenzjahr 2022.
Tiere im Zoo:
- 1706 Individuen	in	171 Arten
  - 310 Säugetiere	in	 69 Arten
  - 382 Vögel	in	 58 Arten
  - 84 Reptilien	in	 17 Arten
  - 16 Amphibien	in	  2 Arten
  - 620 Fische	in	 17 Arten
  - 294 Wirbellose	in	 8 Arten

Die durchschnittliche Besucherzahl pro Jahr während der Jahre 2011 bis 2014 betrug etwa 440.000.

## Galerie

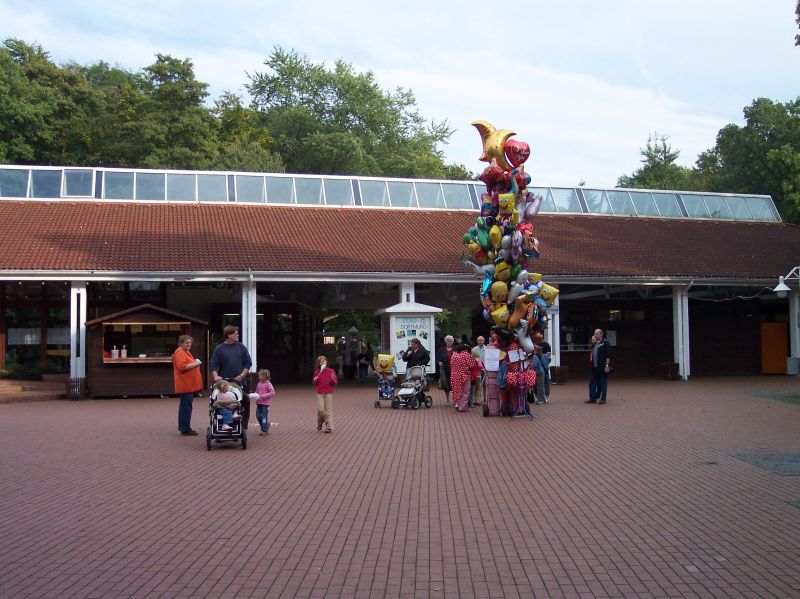
Eingangsbereich des Dortmunder Zoos
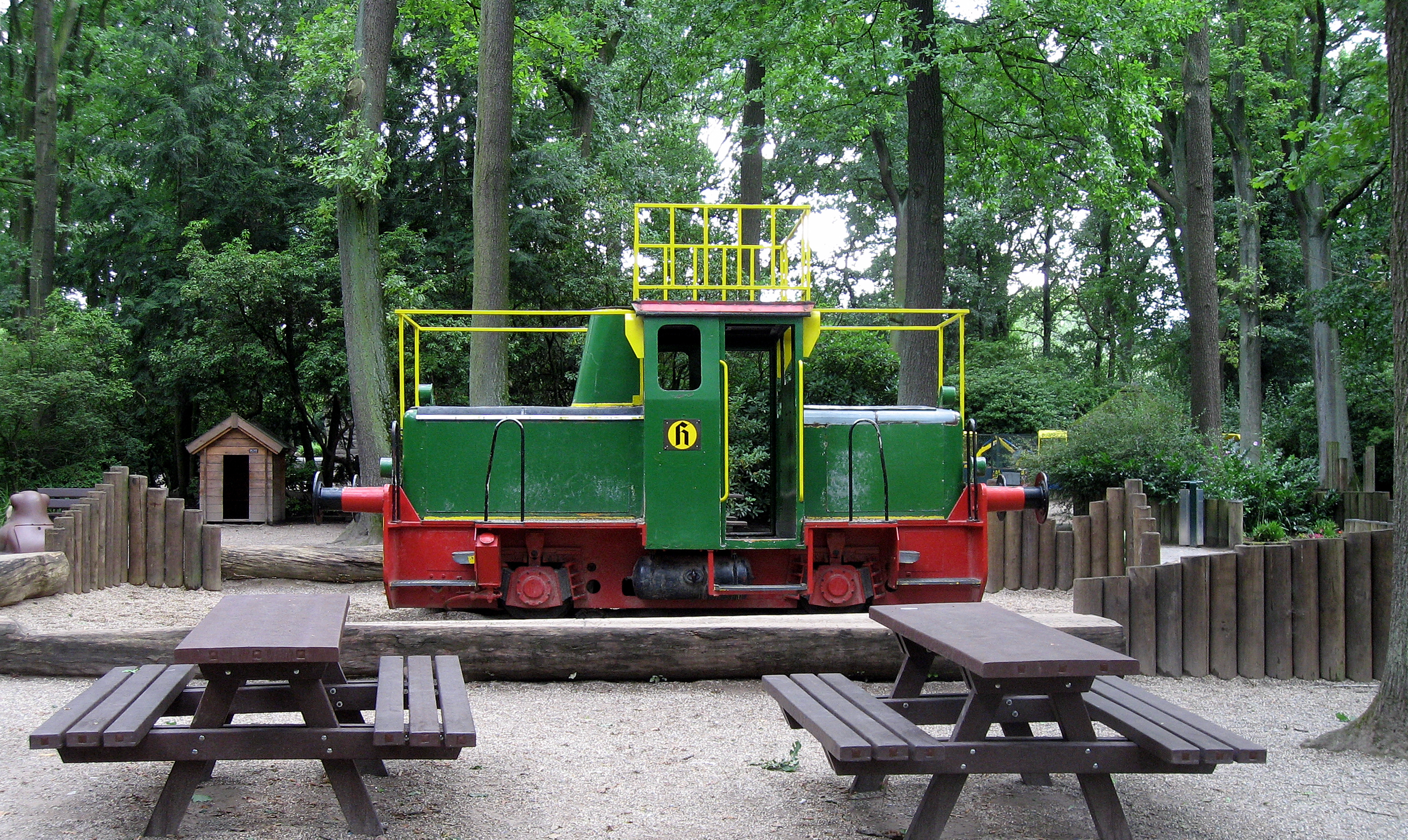
Spielplatz
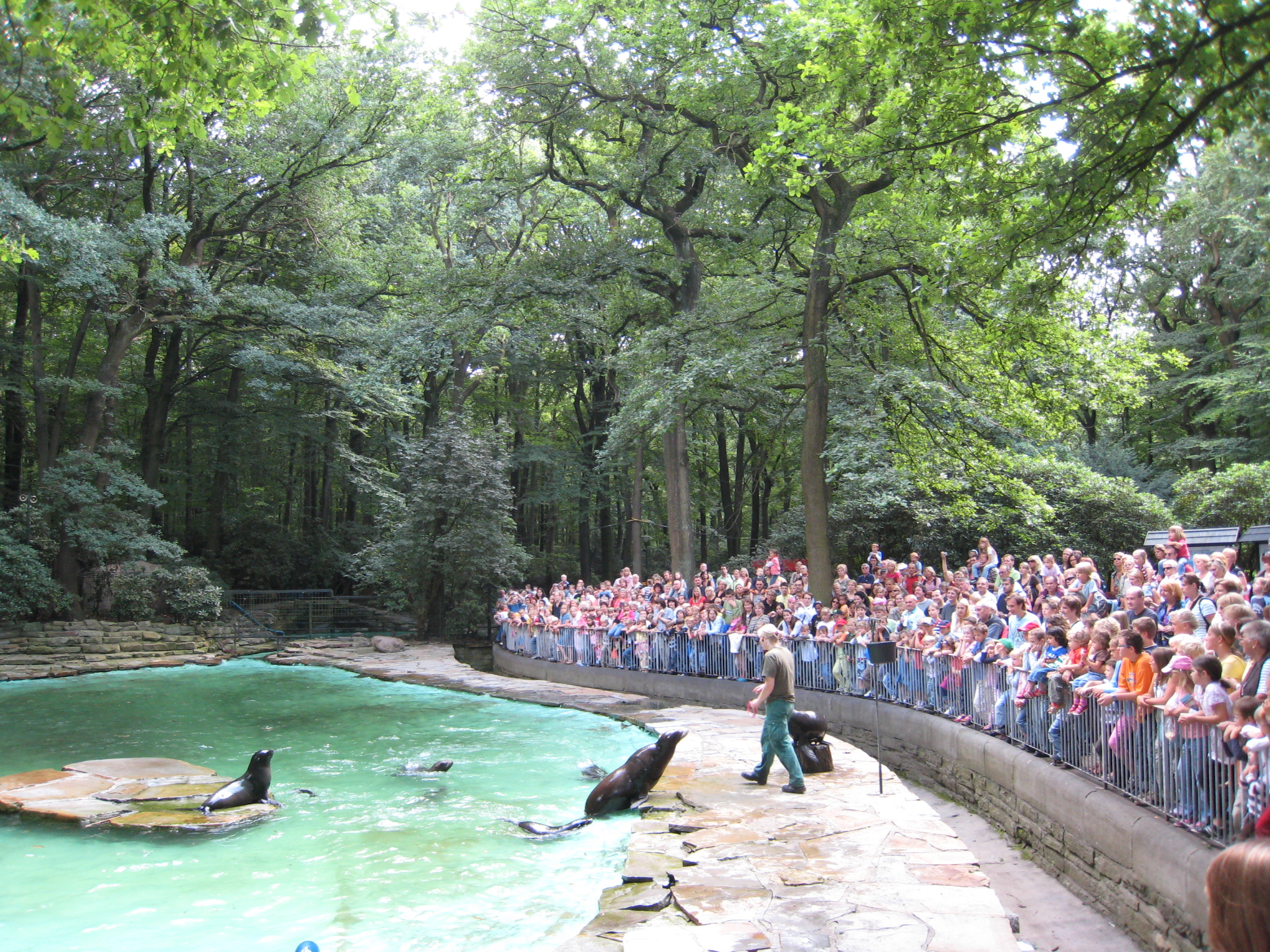
Robbenfütterung im Zoo Dortmund
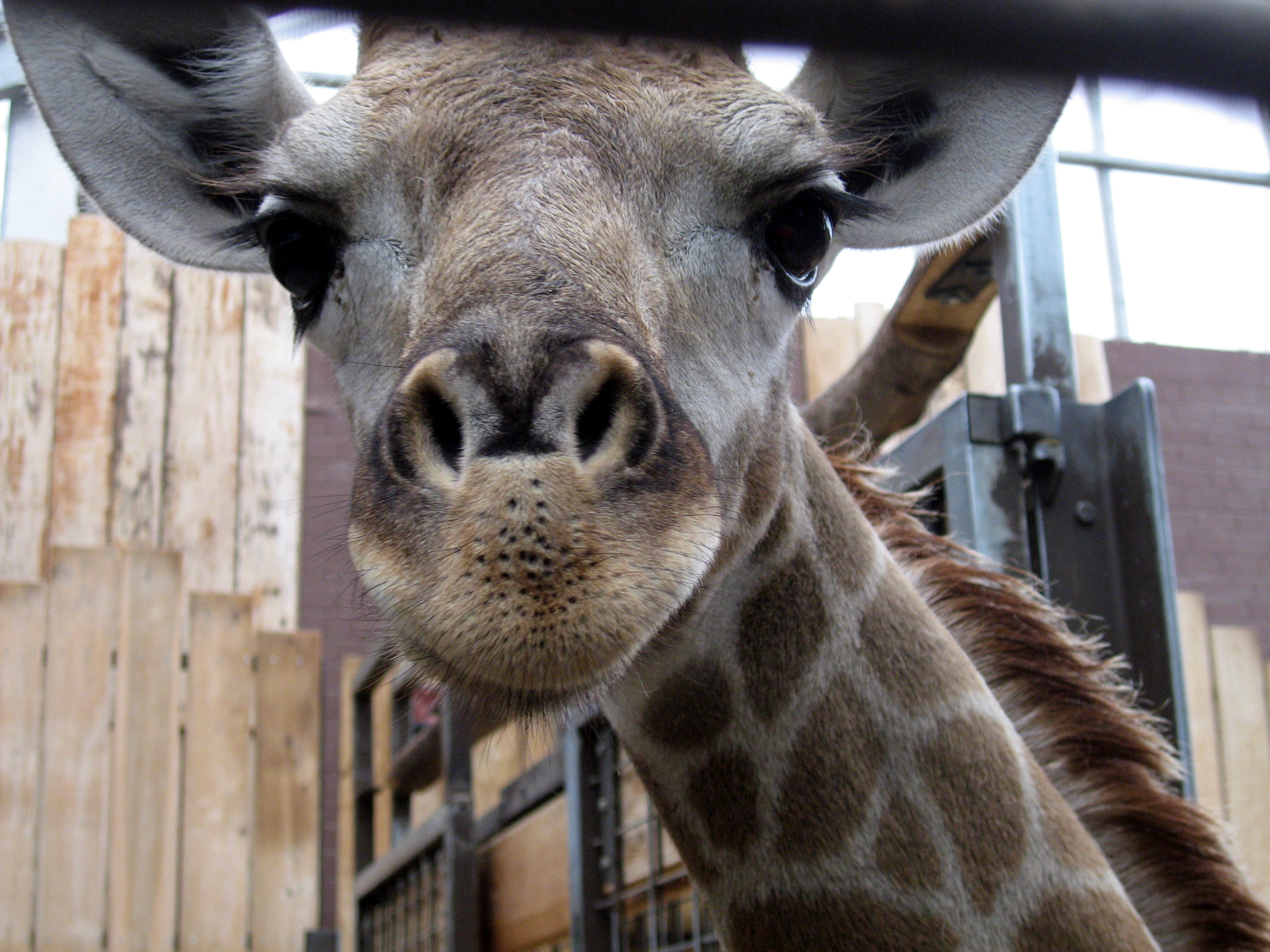
Junggiraffe
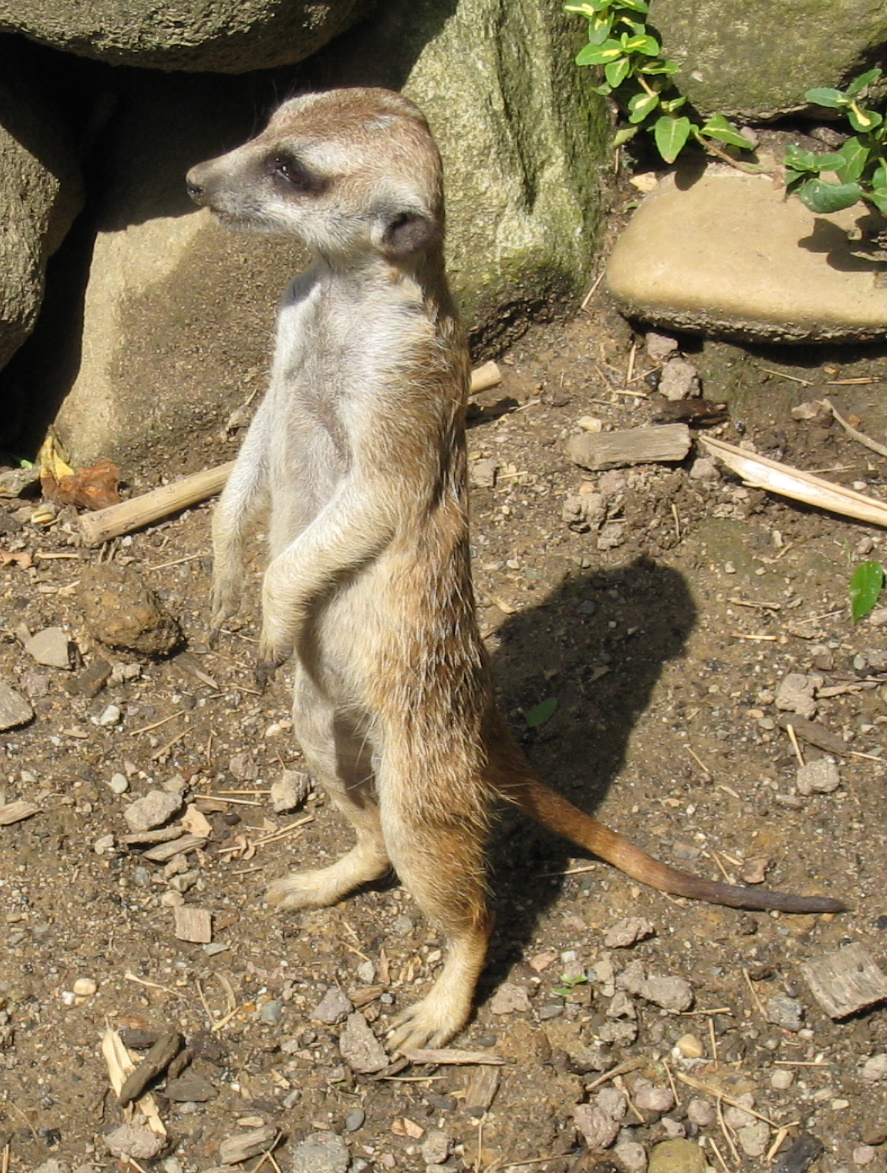
Erdmännchen
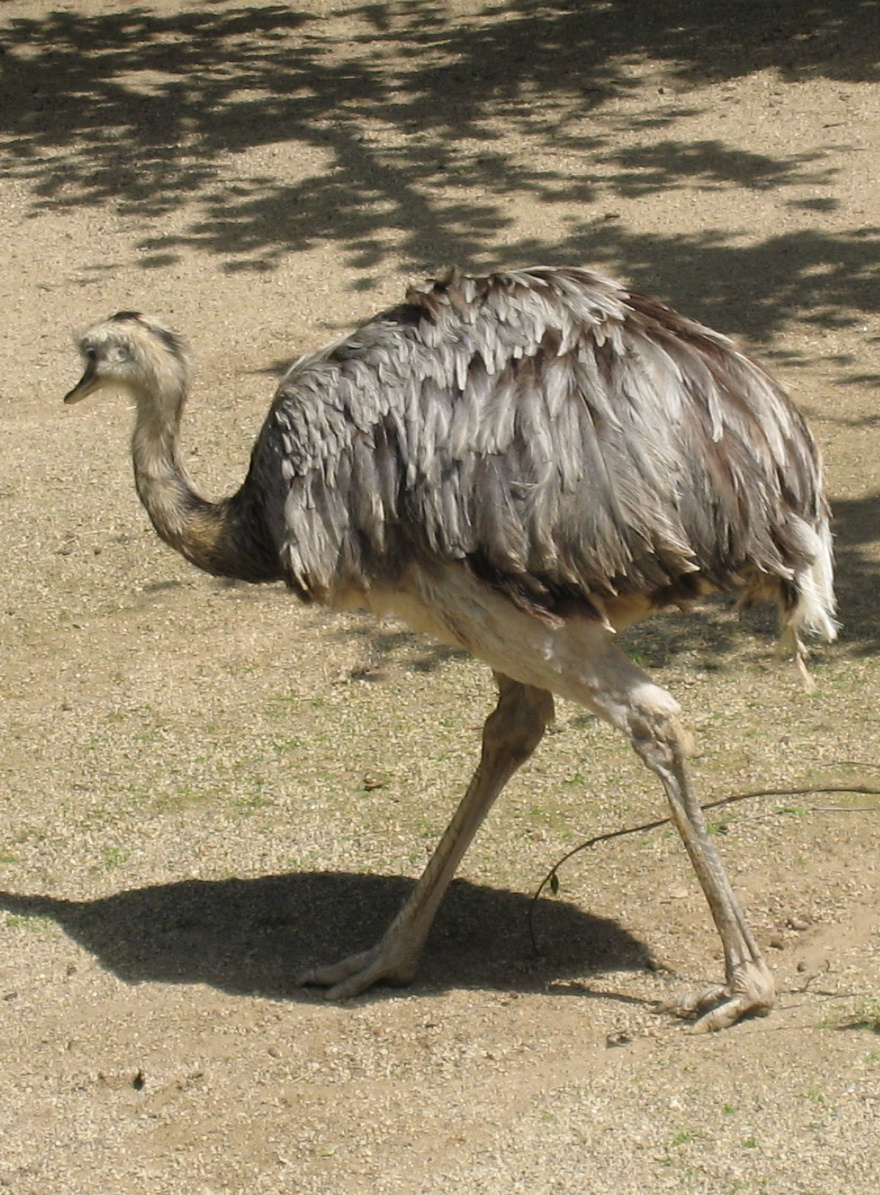
Nandu
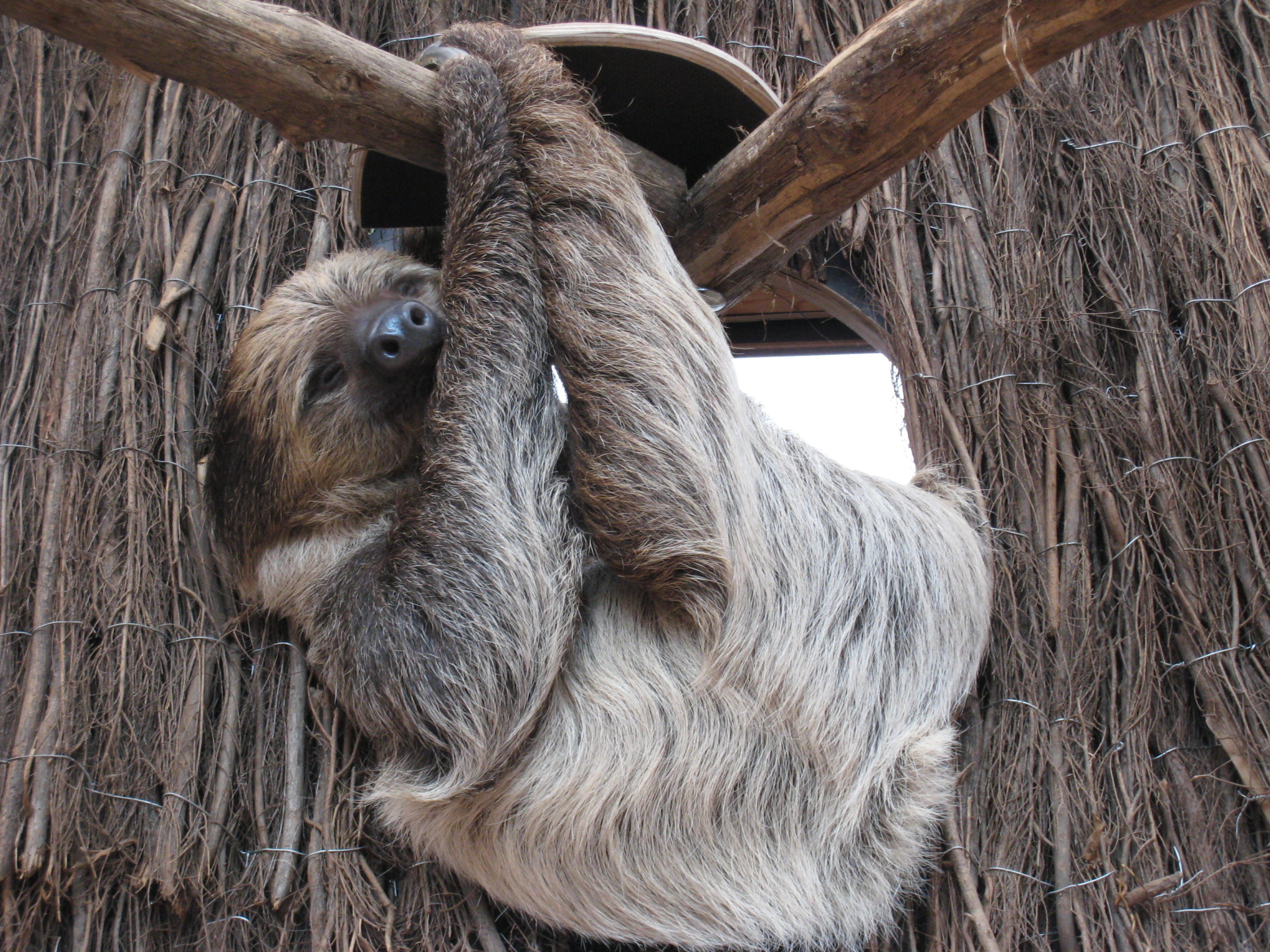
Faultier
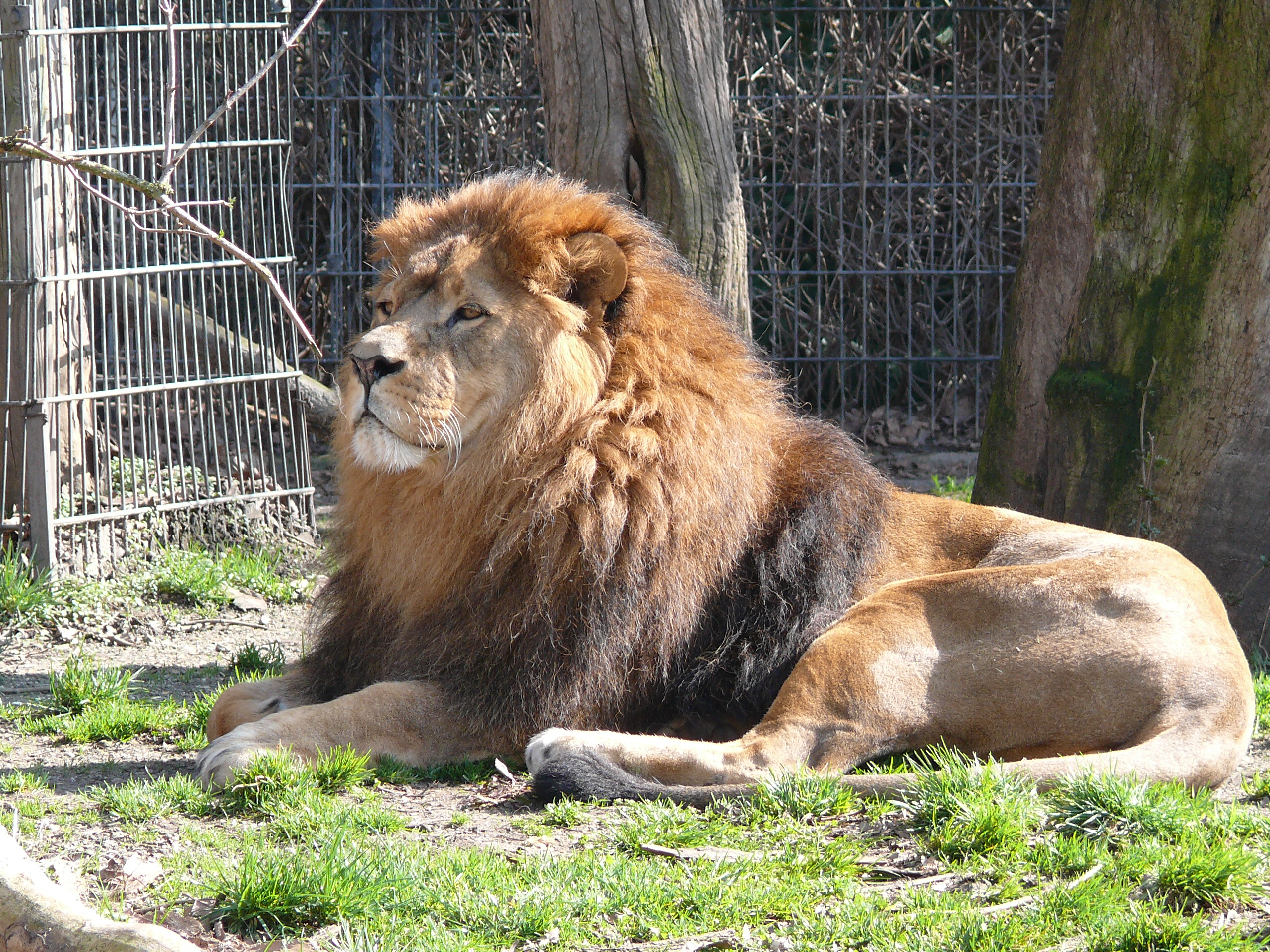
Löwe Lukas im Außengehege
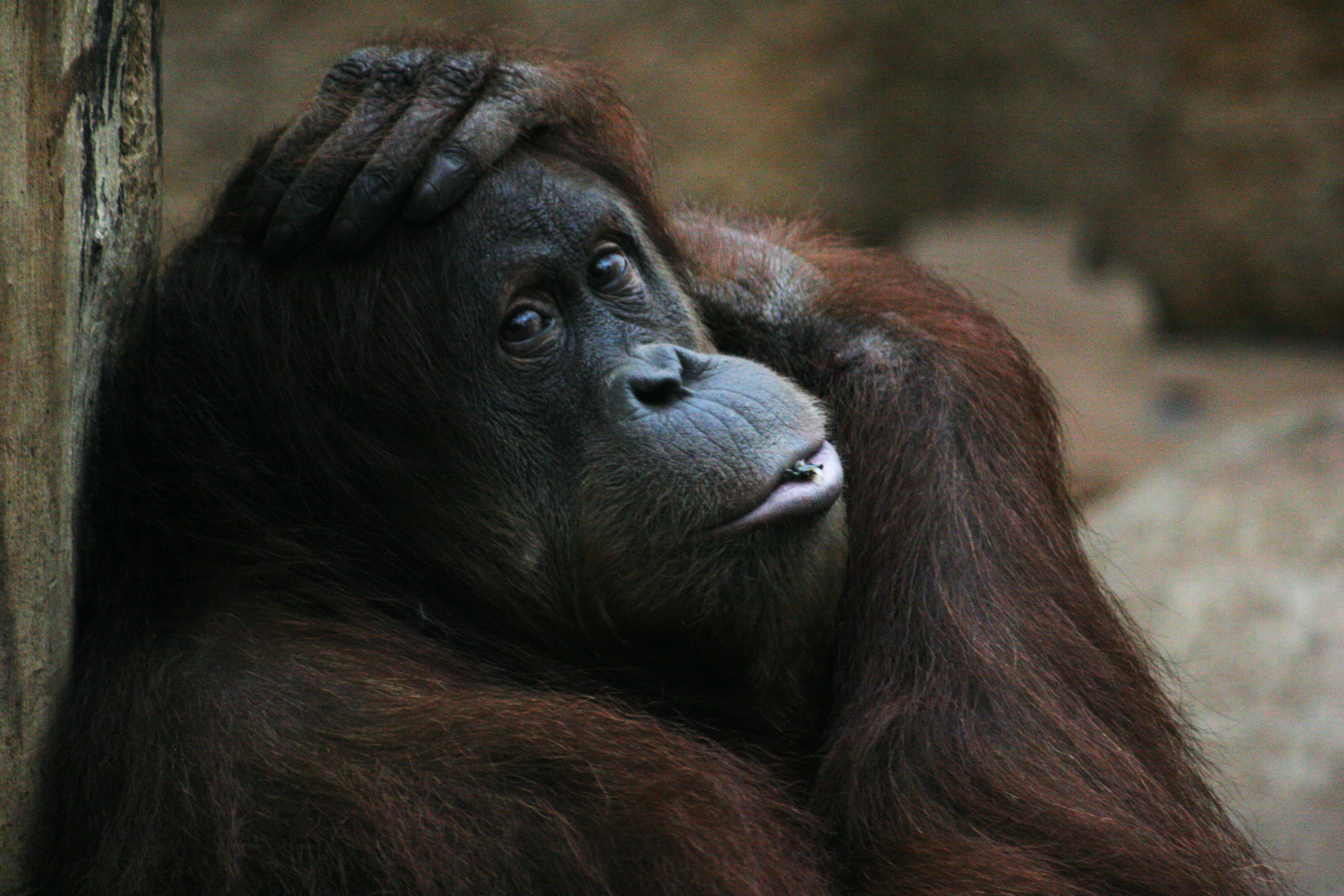
Im Affenhaus
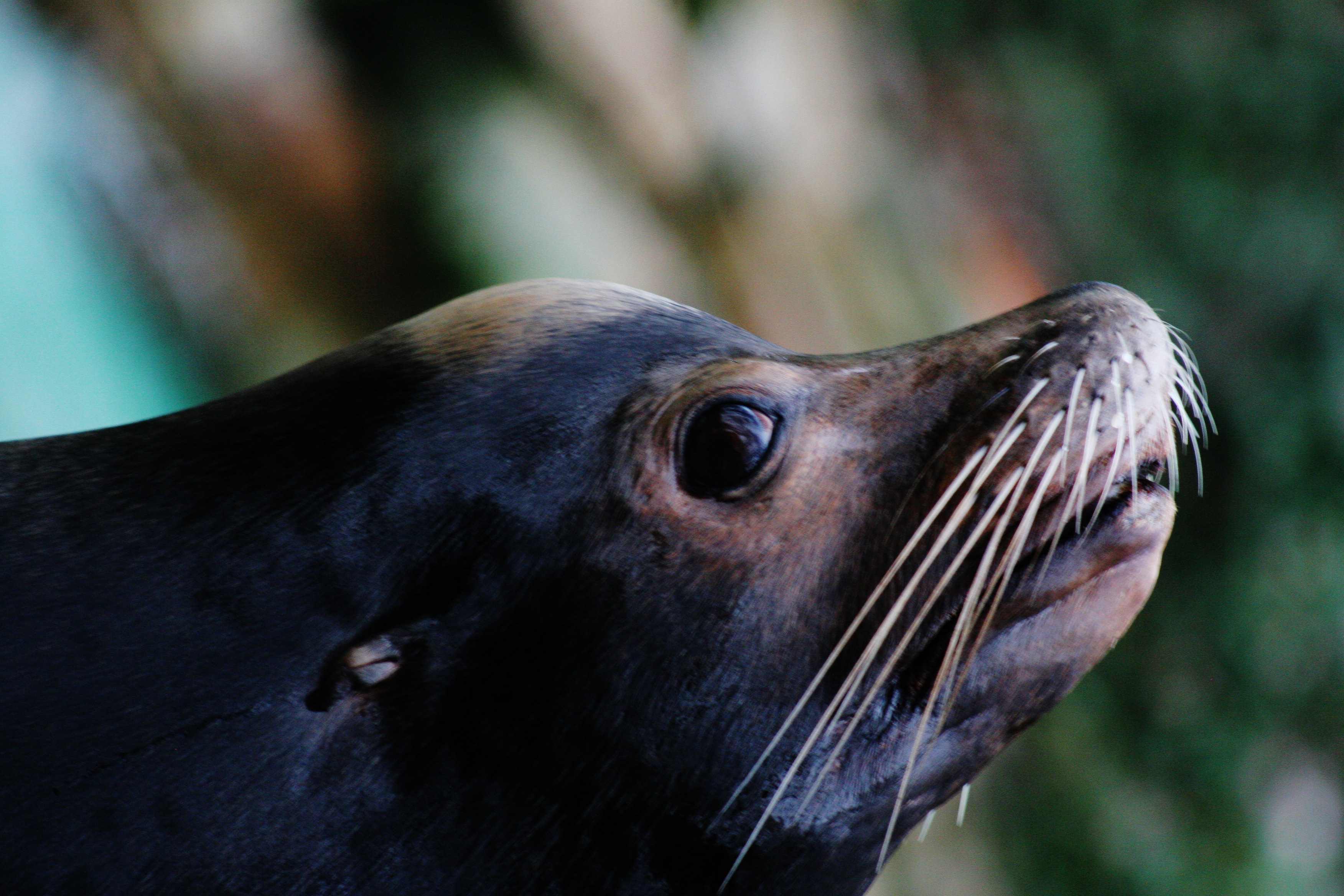
Seelöwe ganz nah
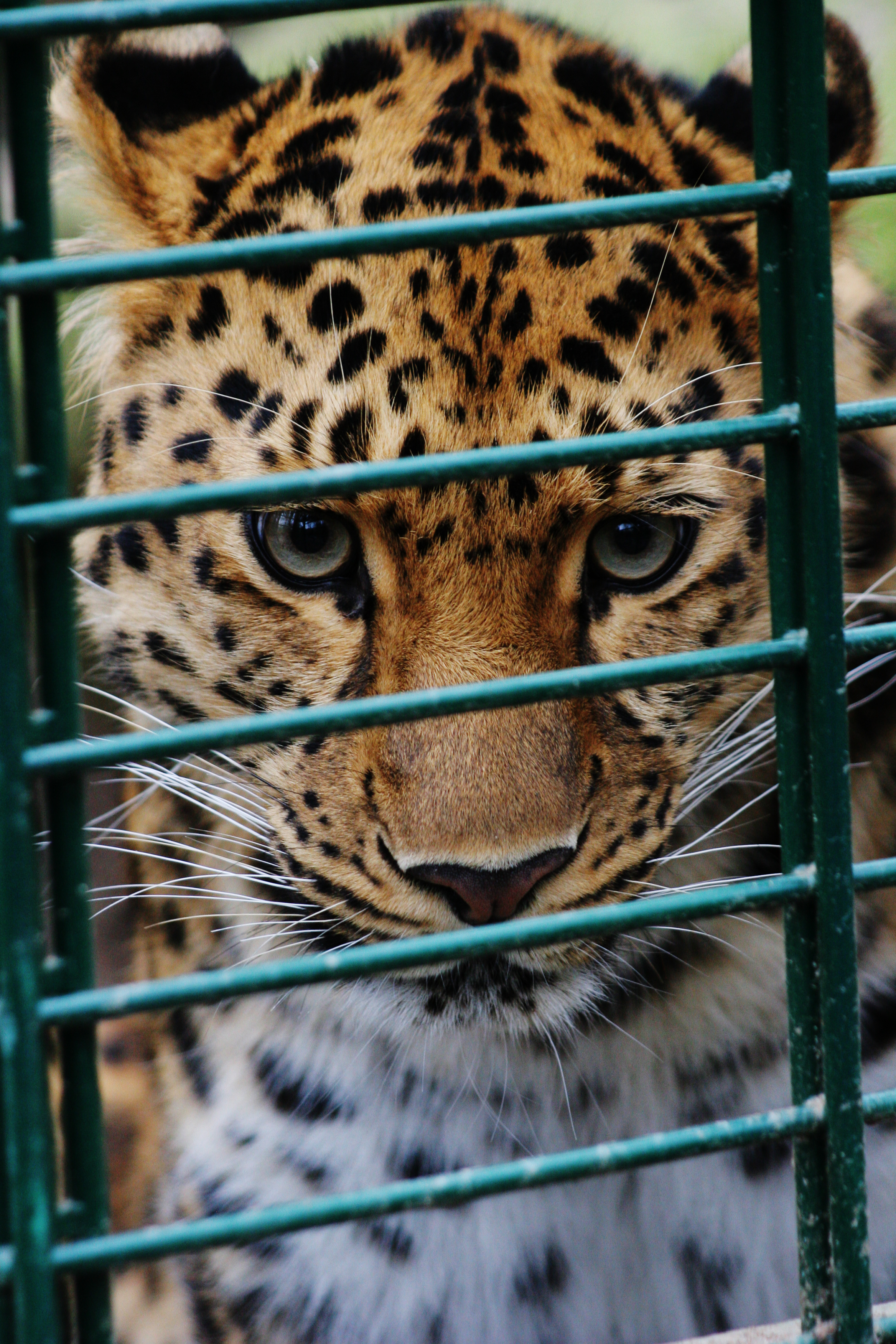
Leopard
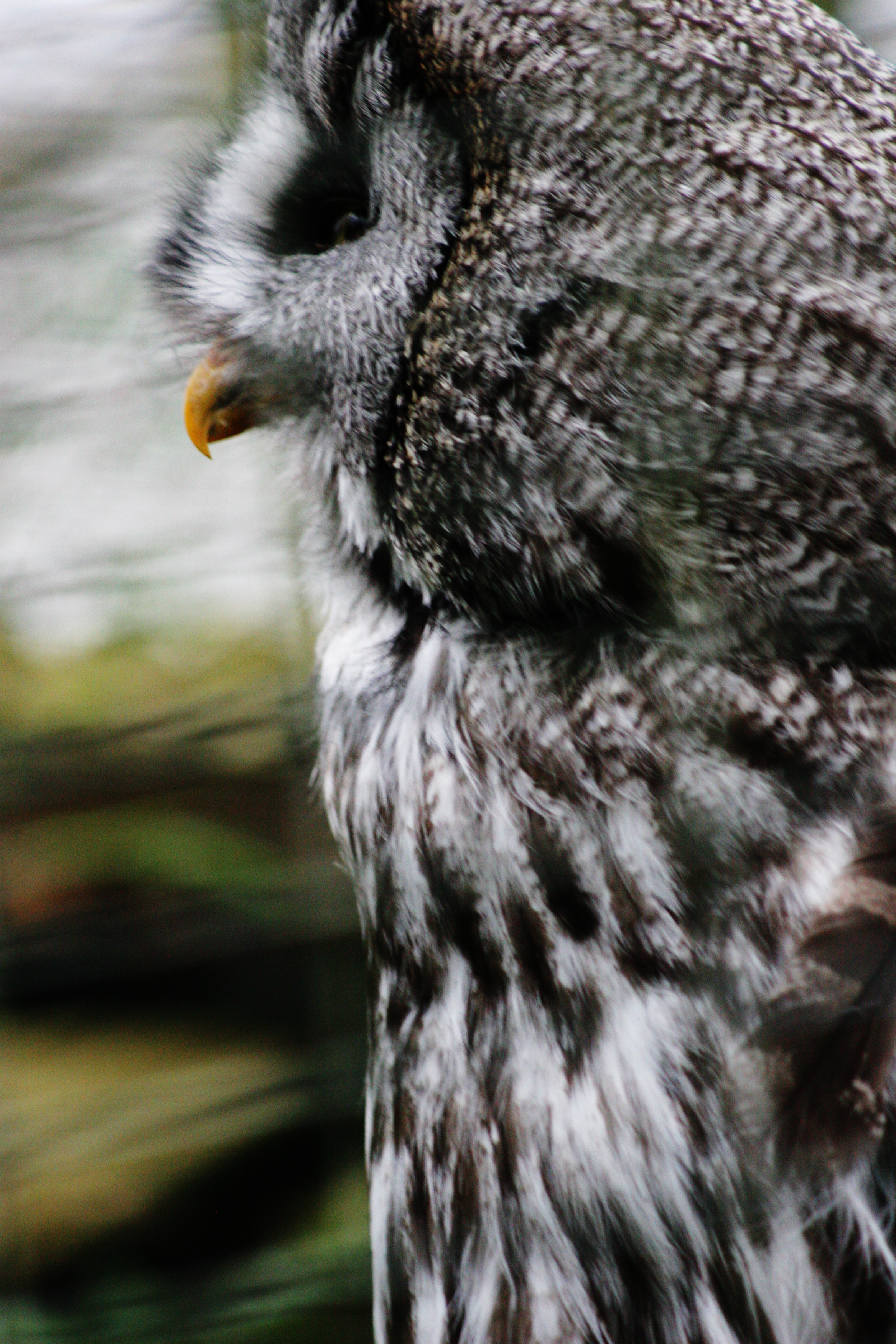
Bartkauz
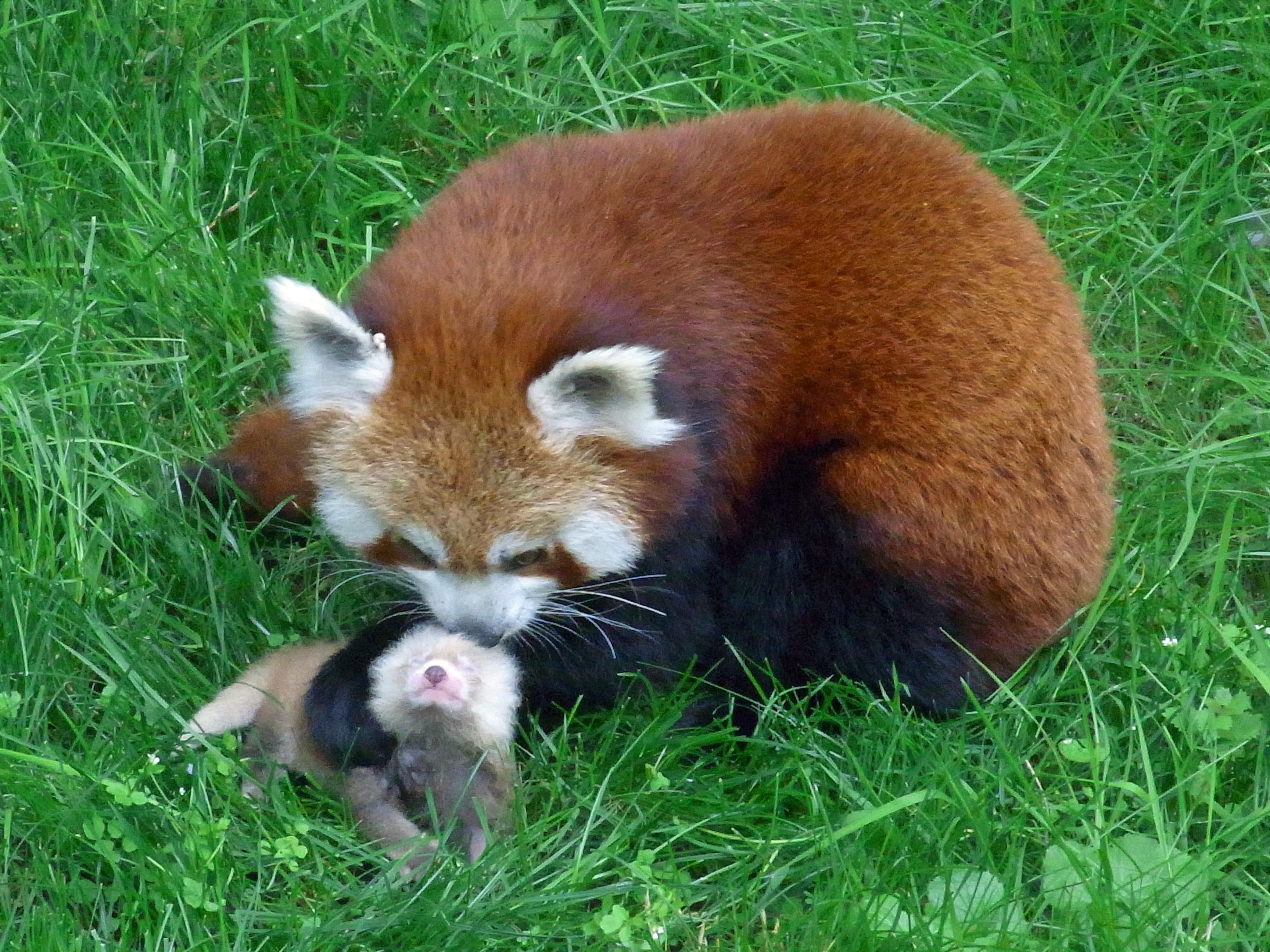
Weibchen des Kleinen Panda mit Jungen